# Vodní elektrárna Polka
Malá vodní elektrárna Polka se nachází na pravém břehu Teplé Vltavy v říčním km 407,800, v obci Horní Vltavice, katastrální území Žlíbky, v zaniklé obci Polka, okres Prachatice.

## Historie
Na horním toku Poleckého potoka byla v roce 1839 postavena umělá vodní nádrž a potok upraven k plavení dřeva. V roce 1911 zakoupil místní vodní mlýn (Paulův) Jakob Kraus, majitel papírny na Františkově u Kvildy. Protože už nestačila pokrývat spotřebu elektrické energie hydroelektrárna ve Františkově, rozhodl se přebudovat Paulův mlýn na další vodní elektrárnu. Stavební práce byly zahájeny v roce 1911. Byl postaven jez (dnes v říčním km 409,100) a vykopán nový náhon v délce 1,8 km souběžně s korytem Teplé Vltavy. Elektrárna byla dána do provozu v říjnu 1913 (uvedeno na štítě průčelí  ERBAUT 1913)) a byla propojena se síti vodní elektrárny ve Františkově. V roce 1926 bylo provedeno propojení elektrickou sítí přes Volary do sítě Jihočeských elektráren. Ve štítě provozní budovy je datace 1925–25 V roce 2002 byla provedena rekonstrukce elektrárny. Vodní elektrárnu vlastní společnost AQUA ENERGIE s.r.o.

## Popis
Vybudovaný nový náhon má délku 1,8 kilometrů a spád 18 metrů. Přivedená voda pohání dvě spirálové Francisovy turbíny, které v roce 1911 a 1912 vyrobila dolnorakouská firma J. M. Voith z Sankt Pöltenu. Generátory od firmy Brown Boveri Werke A. G. z Vídně měly výkon 140 kW a 320 kW. Původní výkon elektrárny byl 600 HP s napětím 500 V. V roce 2002 byla provedena rekonstrukce elektrárny. Její výkon je 450 kW, turbíny mají výkon 150 kW a 300 kW, generátory 170 kVA a 350 kVA při napětí 500 V. Elektrárna s původním vybavením pracuje celoročně v bezobslužném provozu s občasným dohledem a je řízená systémem GE FANUC.